# Rhythm Nation 1814
A Rhythm Nation 1814 Janet Jackson amerikai énekesnő negyedik stúdióalbuma. Koncepcióalbum, fő témáját tekintve a különféle társadalmi egyenlőtlenségek és igazságtalanságok elleni küzdelemre szólít fel, de helyet kapnak rajta könnyedebb hangvételű számok és lírai szerelmes dalok is. Szerepel az 1001 lemez, amit hallanod kell, mielőtt meghalsz című könyvben.
Az album nagy siker lett, ez lett az énekesnő második albuma, ami vezette az amerikai Billboard 200 albumslágerlistát. Világszerte tizennégymillió példányban kelt el, az USA-ban hatszoros platinalemez lett. Hét kereskedelmi forgalomban megjelent kislemeze mind a top 5-be jutott a Billboard Hot 100-on, amire azelőtt és azóta sem volt példa. A slágerlista történelme során ez az egyetlen album, aminek három naptári évben is volt listavezető száma (1989–1991). Az album megjelenése után indult Janet első világ körüli turnéja, a Rhythm Nation turné, ami a világ legsikeresebb debütáló turnéja lett. Az album kislemezeihez díjnyertes videóklipek készültek: rekordnak számító öt Billboard Music Video Awardot nyert el.

## A koncepció
1986-os albuma, a Control sikerét követően Jackson még nagyobb szerepet vállalt a dalszerzésben és az album munkálataiban. Az A&M kiadó vezetői azt javasolták, folytassa a Controlon megjelent témát, és vegyen fel egy koncepcióalbumot, amely a Jackson családról szól; az albumnak a Scandal címet javasolták. Janet írt is egy dalt az apjáról, a You Need Me-t, de nem akart egy teljes albumot ennek a témának szentelni, más elképzelései voltak. „Sokan azt akarták, csináljak még egy olyan albumot, mint a Control, és ezt nem akartam. Valami olyat akartam, amiben igazán hittem, amivel kapcsolatban erős érzelmeim voltak.” A You Need Me végül nem került fel az albumra, csak az első kislemezre, a Miss You Muchra.
James „Jimmy Jam” Harris így emlékszik vissza: „Mindig ment egy tévé, rajta többnyire a CNN. Azt hiszem, a Rhythm Nation, a State of the World és a The Knowledge társadalmi tudatossága innen jött.” A Livin’ in a World (They Didn’t Make)-et a Cleveland School-i mészárlás ihlette. „Arról szól, hogy a gyerekek nem felelősek a felnőttek tetteiért” – mondta Harris. Jacksont a New York-i fiatalok közösségei is megihlették, melyek közös identitáson alapultak. „Azt gondoltam, nagyszerű lenne, ha megalkothatnánk a saját nemzetünket, olyat, ami pozitív üzenetet hordoz és mindenki szabadon csatlakozhatna.”
„…Hirtelen ráébredtem, hogy amikor a barátaimmal vagyok, mi egy külön kis „nemzet” vagyunk. Minket nem a drogok vagy az ivászat érdekeltek, hanem a társadalmi változások. Amikor magunk közt voltunk, a rasszizmus okozta fájdalomról vagy a nem egyenlő oktatás igazságtalanságáról beszélgettünk. Komolyan vettük a dolgokat. Hevesek voltunk. Ugyanakkor szerettük a zenét és szerettünk táncolni – szerettük jól érezni magunkat –, és szerettük volna szenvedélyünket mozgásba és zenébe önteni. Így született meg a Ritmusnemzet 1814.”
A Rhythm Nation 1814 koncepcióalbum; fő témáját a bevezetőben is meghatározott „hitvallás” foglalja össze: We are a nation with no geographic boundaries, bound together through our beliefs. We are like-minded individuals, sharing a common vision, pushing toward a world rid of color-lines; valamint: Music. Poetry. Dance. Unity. („Mi egy földrajzi határok nélküli nemzet vagyunk, akiket a hitünk köt össze. Azonos gondolkodású egyének vagyunk, akik közös látomáson osztoznak, és egy fajgyűlölet nélküli világért küzdenek.” – „Zene. Költészet. Tánc. Egység.”) Az 1814 szám két dolgot jelent. Egyrészt az R (mint Rhythm) az angol ábécé 18. betűje, az N (Nation) pedig a 14, másrészt Janet a dal felvételekor úgy érezte, ez a dal az 1990-es évek nemzeti himnusza lehet, és mikor utánanézett, mikor írta Francis Scott Key az amerikai himnuszt, megtudta, hogy 1814-ben.
Bár a rapzenében az 1980-as években gyakori motívum volt a tiltakozás a társadalmi igazságtalanságok ellen, más zenei stílusokban ez ritkán fordult elő. Alex Henderson, az AllMusic munkatársa szerint Jackson a klasszikus raphez fordult, mikor társadalmi problémákkal foglalkozott negyedik albumán. Jackson elmondta, hogy hatással voltak rá más, ilyen témákkal foglalkozó előadók, például Tracy Chapman és a U2. Édesanyját, Katherine Jacksont is ihletői közé sorolta; az albumot neki ajánlotta ezzel a szöveggel: „Sosem ismertem nálad gyönyörűbb, gondoskodóbb, szeretőbb, megértőbb és intelligensebb nőt, anya. Remélem, egy nap épp olyan leszek, mint te. Teljes szívemből szeretlek.” Egy interjúban kijelentette: „Nem vagyok naiv – tudom, hogy egy album vagy dal nem tudja megváltoztatni a világot. Én csak azt akarom, hogy a zeném és a táncom megragadja a közönség figyelmét és képes legyen addig megtartani, amíg meghallgatják a szöveget és a mondanivalót. Ez remélhetőleg arra indítja majd őket, hogy összefogjanak, hogy változtassanak a világon.”
Az album társadalmi tudatosságát főleg az első három dal mutatja: a Rhythm Nation, mely arról szól, hogy a zene segítségével az emberek összefoghatnak és jobbá tehetik a világot; a State of the World, ami éles társadalomkritika, és a The Knowledge, aminek tartalma leginkább „A tudás hatalom” szállóigével fogható össze. A harmadik dal után hallható közjátékban Janet azt kérdezi, Get the point? Good. Let’s dance, („Értve? Jó. Akkor táncoljunk”), innentől az album témája átlagosabb, tipikus, gyors tempójú szerelmes dalok következnek, a társadalomkritikát csak a Livin’ in a World They Didn’t Make című szomorkás, lassú szám képviseli, ami arról szól, hogy a gyermekek mennyit szenvednek a felnőttek alkotta kegyetlen világban. Az album vége felé a dalok gyors tempója lelassul, a fókusz egyre inkább szűkül, és Janet belső érzelmeit tárja fel; az utolsó gyors számot, a Black Catet (mely Jackson első száma, amit egyedül írt) valószínűleg volt férje ihlette, a Lonely a barátság erejéről szól, a Come Back to Me egy elhagyott szerelmes vágyakozása, a bensőséges Someday Is Tonight pedig már a következő albumot, az érzékiségre összpontosító janet.-et vetíti előre.

## Felvételek
Az album producerei James „Jimmy Jam” Harris III és Terry Lewis, társproducere Janet Jackson. Az A&M igazgatója, John McCain volt az executive producer. Jam és Lewis minden dal szerzői, a legtöbbnek Jacksonnal együtt (kivéve a Black Catet, melyet Janet egyedül írt), ezenkívül a legtöbb hangszeren is ők játszottak. A borítófüzet minden dal dalszövegét tartalmazza. Minden dalt a minneapolisi Flyte Tyme Records stúdióban rögztettek és a szintén minnesotai Edinában kevertek. Az album hét hónap alatt készült el.
Mint az előző albumra, a Controlra, erre az albumra is a rhythm and blues, rap, funk és szintetizátorhangzás keveredése jellemző. Ken Hughes, a Keyboard Magazine újságírója szerint bár ma már nyersnek hangzik, „az a meglepő, úttörő hangzás és produkció, amit Jimmy Jam és Terry Lewis értel Janet Jackson Rhythm Nation 1814 albumán, az Ensoniq Mirage szintetizátor korlátai kreatív kihasználásának köszönhető. A The New York Times kritikusa, Jon Pareles szerint az album dalai több rádió stílusának is megfelelnek, van köztük top 40, mainstream rock, quiet storm és adult contemporary (AC) rádióadókon játszásra alkalmas is. Hozzátette: „A 'Rhythm Nation' élvezhetősége a technikának köszönhető: a dobgépek hirtelen robbanásainak, a gazdag elektronikus hangzás és az énekhang keveredésének… A zene nagy részét szintetizátorokkal és samplerekkel hozták létre, és kísérlet sem történt a mesterséges hangzás elkendőzésére.” Ezt a zenei stílust Teddy Riley 1987-ben new jack swingnek nevezte el. The New Blue Music: Changes in Rhythm & Blues, 1950–1999 című, 2006-ban megjelent könyvében Richard J. Ripani muzikológus Rileyt a stílus legfontosabb megújítójának nevezi. Ripani azt is megjegyzi, hogy Rileyt nagy valószínűséggel befolyásolta Janet Jackson Nasty című dala. „Mivel Jackson albuma 1986-ban jelent meg és nagy sikert aratott, talán nem légbőlkapott a feltételezés, hogy valamennyi befolyása lehetett Teddy Riley new jack swing-szerzeményeire.”
A mintavételezés, rap és blueshangok észrevehetőek az album címadó dalában, a Rhythm Nationben. A dal a Sly and the Family Stone Thank You (Falettinme Be Mice Elf Agin) című dalából használ fel egy részletet a háttérloophoz. Az Escapade-et a Martha and the Vandellas 1965-ben megjelent Nowhere to Run című dala ihlette, melyet Jackson eredetileg fel akart dolgozni, mielőtt Jimmy Jam javaslatára inkább egy hasonló hangzású új dal felvétele mellett döntött. A Love Will Never Do (Without You) és a Miss You Much című Jam és Lewis-szerzemények háttérvokáljait már 1988 végén felvették, mielőtt Jackson 1989-ben felénekelte volna a dalokat. A Black Cat című dalt Jackson egyedül írta, producere Jellybean Johnson. Ez volt az albumra felvett utolsó dal. A Black Cat az album egyetlen rockdalaként eltér a Jacksontól megszokott zenei stílustól. Jackson egy drogos vagy alkoholista fiatalemberről szeretett volna dalt írni, és Jimmy Jam segítségét kérte a szöveghez, Jam pedig azt javasolta, hogy Jellybean Johnson legyen a producer, mivel ő „a szíve mélyén titokban rocker”. Johnson elismerte, hogy szereti a heavy metal gitárt, és elvállalta a dal producerségét. Johnson a már a Control albumon is zenélő David Barryt kérte meg, hogy gitározzon a Black Caten. Hogy metálosabb legyen, Rockman és Marshall erősítőket használtak a dalhoz.

## Fogadtatása
Az első kislemezt, a Miss You Muchot 1989 augusztusában küldték el a rádióknak. Az A&M kiadó sajtónyilatkozatában kijelentette, hogy az album nagy része „társadalmi témájú”. A promóció részeként elkészült egy 30 perces videóklip („telemusical”), melyben az album négy dala – a Black Cat remixe, a Miss You Much, a The Knowledge és a Rhythm Nation – hallható; ezt az album megjelenése előtt lejátszották az MTV-n. Az eredeti ötlet az volt, hogy Janet tévéműsorban, élőben mutassa be az új dalokat, de ezt giccsesnek gondolta; ekkor javasolta a kiadó, hogy készítsenek rövidfilmet. A forgatás 1.6 millió dollárba került. Jackson Dominic Sena rendezővel, René Elizondo, Jr. klipproducerrel és Vance Lorenzini produkciótervezővel dolgozott együtt. Jackson és Sena együtt dolgozták ki a forgatókönyvet, ami két fiatal, feltörekvő zenész, TJ és Kickdrum, a történet szerint Jackson barátai történetét mondja el. Míg Jackson a barátait szórakoztatja egy raktárépületben, a két fiú a bűn útjára lép, és TJ-t meggyilkolják, mire Kickdrum Janethez siet vigaszért. A rövidfilmet gyakran hasonlítják Michael Jackson Moonwalkeréhez.
A filmet Los Angelesben forgatták; Sena 1814 projektnek nevezte, hogy titokban tudja tartani, hogy Jackson Los Angeles utcáin filmez. „A bátyja, Michael eljött egy nap” idézte fel Sena, „de csak személyes okból. Nem vett részt a forgatáson, látott pár nyers felvételt és megjegyezte, hogy tetszik neki, de nem szólt bele. Tudta, hogy ez Janet projektje.”
Jefferson Graham, a USA Today munkatársa megjegyezte: „Michael Jackson kishúga úgy áll hozzá a videóklipekhez,mint a bátyja. Mint Michaeléi, az ő tánclépései is vihart kavarnak fel a fekete-fehér klip három dalában – Miss You Much, Rhythm Nation és The Knowledge –, egyenruhára emlékeztető ruhát hord és misztikus alakként tűnik fel a fiatalok előtt.” Jon Pareles szerint „a táncmozdulatokkal a komor városi környezetben és a történettel, melyben a drogok szembeállítása az álmokkal a fő elem, a film olyan, mintha Michael Jackson Bad című klipjének folytatása lenne.” A Gender and Qualitative Methods (2003) szerint „a koreográfia önfegyelmet és katonás viselkedést idéz… a gyár mint helyszín, a fekete-fehér környezet és az ázsiai harcművészetekre utaló koreográfia hangsúlyozza az eltökéltséget.”
Az album 1989. szeptember 19-én jelent meg, a 28. helyen nyitott a Billboard 200 és a 87. helyen a Top R&B/Hip-Hop Albums listán, majd mindkettőn elérte az első helyet. Négy héten át állt a Billboard 200 első helyén, és az első négy hónapban hárommillió példányban kelt el. 1989 novemberében a Amerikai Hanglemezgyártók Szövetsége (RIAA) aranylemezzé nyilvánította, mert az Egyesült Államokban 500 000 példányban kelt el. Az év végére dupla platinalemez lett 2 000 000 eladott példánnyal, 1992 végére pedig hatszoros platinalemez lett az Egyesült Államokban. Világszerte több mint 14 millió példányban kelt el. A film 1989 októberében megjelent videókazettán, 1990 novemberében pedig Rhythm Nation 1814 compilation néven újra kiadták, az albumhoz készült összes videóklippel együtt. Mindkettő dupla platina minősítést kapott a RIAA-tól, világszerte a film több mint négymillió példányban kelt el.
A Miss You Much lett az első az album négy olyan dala közül, amik listavezetők lettek a Billboard Hot 100-on. A dal októberben került fel az első helyre, ahol négy héten keresztül állt. A dal a Billboard Hot R&B/Hip-Hop Songs és Hot Dance Club Songs slágerlistáit is vezette. A kislemez novemberben platinalemez minősítést kapott a RIAA-tól. A Radio & Records magazin szerint ez a dal volt 1989 rádiókban legtöbbet játszott dala. A címadó dal, a Rhythm Nation lett a második kislemez, ez a 2. helyig jutott a Hot 100-on, az első helytől Phil Collins Another Day in Paradise című dala tartotta vissza. Stephen Holden, a The New York Times munkatársa így jellemezte a dalt: „militáns, utópisztikus táncdal, ami a rasszok békés együttélésére szólít fel és arra, hogy együtt küzdjünk egy jobb, erősebb világért.” A dal listavezető lett a Billboard Hot R&B/Hip-Hop Songs és Hot Dance Club Songs listáján, és 1990 januárjára aranylemez lett. A harmadik kislemez, az Escapade lett az album második listavezető dala a Hot 100-on, és ez is elérte az első helyet a Hot R&B/Hip-Hop Songs és a Hot Dance Club Songs listán. 1990 májusára lett aranylemez.
Az Alright a 4. helyig jutott a Hot 100-on, a 2. helyig a Hot R&B/Hip-Hop Songs listán és az album utolsó listavezetője lett a Hot Dance Club Songs élén. 1990 júniusában aranylemez lett. A dalhoz készült videóklipben Jackson a 20. századeleji Broadway előtt tiszteleg; a klipben Cab Calloway és Cyd Charisse is szerepel. A Come Back to Me a második helyig jutott a Hot 100-on, a Black Cat pedig listavezető lett 1990. október 27-én, hat héttel szeptember 15-ei megjelenése után, és november 13-án aranylemez minősítést kapott. A Love Will Never Do (Without You) lett az album hetedik, az Egyesült Államokban utolsó kislemeze. 1990. november 6-án jelent meg, 1991. január 19-én érte el az első helyet a Hot 100-on, és egy hétig állt az első helyen. A kislemez február 12-én lett aranylemez. A State of the Worldöt, a nyolcadik kislemezt az Egyesült Államokban csak a rádióknak küldték el, mert az A&M vezetői úgy gondolták, az albumból többet adhatnak el, ha a rádiók játszanak egy olyan dalt, ami kislemezen nem kapható.

### Kritikai fogadtatás
Az album nagyrészt pozitív kritikákat kapott, bár vegyes reakció fogadta Jacksonnak azt a döntését, hogy társadalmi és politikai témákkal foglalkozik. Robert Christgau, a The Village Voice munkatársa szerint Janet „hangja éppúgy kevés politikai prédikációjához, mint szexuális elérhetősége kinyilvánításához, de az igazi üzenet a zene.” James Jones a USA Todaytől kijelentette, hogy „Jackson vékony, susogó hangjában nincs meg az erő vagy az érzelem ahhoz, hogy meggyőzően énekelhessen drogokról vagy hajléktalanságról, de Jimmy Jam és Terry Lewis zenéje akkor is táncra késztet.”
Vince Aletti a Rolling Stone magazintól Jacksont politikushoz hasonlította, aki „elhagyja a szűk 'én'-t az egyetemes 'mi' kedvéért, és minket is erre szólít fel.” Aletti dicséri Jackson politikai eltökéltségét, és azt, ahogy „egyensúlyoz a kétségbeesés és optimizmus, a harag és a remény közt, a most divatos stílusban, de nem feledkezik meg róla, hogy eredményeket kemény munkával kehet elérni.” A San Francisco Chronicle újságírója, Michael Snyder szerint az album méltó folytatása a Controlnak, mert „társadalompolitikai töltetet ad a színvonalas hiphopnak” és „két véglet, a romantika és az általános, politikailag korrekt témák közt mozog”. Dennis Hunt a Los Angeles Timestól Madonnához hasonlította Janetet, aki „olyan zenekirálynő akar lenni, aki balladákat és popdallamokat is képes énekelni. Az album társadalmi kommentártól érzéki, buja dallamokig terjed, tánczenétől dzsesszes, brazilos stílussal kevert dalokig.” Steve Morse a The Boston Globe-tól az album sikerét az Aerosmith, Billy Joel és Jackson családtagok albumainak sikeréhez hasonlította, és a sikert annak tulajdonította, hogy Jackson „olyan albumot hozott létre, melyen könyörtelenül őszinte társadalmi tudatosság nyilvánul meg, beszél a drogokról, a hajléktalanságról, az írástudatlanságokról és otthonról elszökött tizenévesekről. Messze túlnyúlt a tánczene komolytalan képén, még azokat a komoly rockereket és rappereket is egyesíti, akik az ilyesmire oda se figyelnek.”
Az albumot és dalait 1990-ben öt Grammy-díjra jelölték – legjobb R&B-dal női előadótól, legjobb R&B-dal (Miss You Much); vokálokat kísérő legjobb instrumentális elrendezés, legjobb hosszú formátumú videóklip (Rhythm Nation); az év nem klasszikus zenei producere. A legjobb videóklipnek szólót el is nyerte. 1991-ben ismét kapott Grammy-jelöléseket az album: legjobb rockdal női előadótól (Black Cat); legjobb R&B-dal női előadótól és legjobb R&B-dal (Alright).
Az albumot illető kritikák közül több arra összpontosított, hogy Jackson „csinált sztár”. Robert Hilburn zenekritikus ezt írta: „Az éveken át csak 'Michael kishúga'-ként ismert Jackson (24) állítólag erősebb egyéniségre tett szert 1986-ban, amikor Control című albuma világszerte kilencmillió példányban kelt el és a dance-pop királynőjévé tette (…), de mivel két első albuma annyira felejthető volt, a kívülállók könnyen juthattak arra a következtetésre, hogy a Control sikere egyedül Jimmy Jamnek és Terry Lewisnak, Prince egykori társainak köszönhető, akik az album producerei és a legtöbb dal szerzői voltak.” Hilburn hozzátette, hogy Janet volt koreográfusának, Paula Abdulnak a szólóénekesként aratott sikerei erősítették ezt a véleményt. Jackson válaszként kijelentette: „…zavar, hogy egyesek azt hiszik, mások alakították ki az imázsomat, hogy megmondják, mit énekeljek vagy milyen ruhát vegyek fel. Nem vagyok robot. Szeretném, ha az emberek tudnák, hogy ember vagyok… a 'csak Terry Lewis, Jimmy Jam vagy Paula Abdul miatt sikeres… vagy mert Michael húga' nagyon zavar.” Jimmy Jam válasza: „Amikor valaki azt mondja, hogy 'Nos, igen, de igénybe vette Jimmy Jam és Terry Lewis segítségét', akkor elfelejti, hogy nem éppen egy Quincy Jones voltunk. A Control volt az első nagy sikerünk. Paulára ugyanez áll. Nem az van, hogy Janet Fred Astaire-t bérelte fel. Mindannyiunkkal kockázatot vállalt.” Diana Baron, az A&M akkori ügyvezető igazgatója kijelentette: „Janet egyike a legkeményebben dolgozó, legelszántabb előadóknak, akiket valaha ismertem… Hihetetlen ereje és összpontosító-képessége van. Hajlandó minden erejével azon lenni, hogy elérje célját. Ez az állítás, hogy „csinált sztár”, nem is állhatna messzebb az igazságtól.”
Alex Henderson, az AllMusic munkatársa kritizálta Janet „cérnavékony” hangját, de megjegyezte, hogy lelkesedése és egyénisége kárpótolja a hallgatót hangterjedelme korlátaiért. Henderson szerint az album művészileg még magasabb szinten van, mint a Control, és megjegyzi: „Aki még csak most készül arra, hogy életében először Janet Jackson-albumot vegyen, azok számára a Rhythm Nation még bölcsebb választás, mint a Control – és ez nagy szó.” A Sputnikmusic munkatársa, Zachary Powell szerint „bár az első három album emelte ki Janetet a Jackson család árnyékából, a Rhythm Nation tesz felkiáltójelet karrierjére. Az albumot a belefektetett minőségi munka teszi erőssé, Jimmy Jam és Terry Lewis kiváló produkciója és a dalok zeneileg sokszínű választéka, valamint Jackson természetes tehetsége.” Eric Henderson a Slant Magazine-tól mesterműnek nevezi az albumot, és úgy tartja, „Jam és Lewis produkciója minden elképzelhető irányba tágítja Janet stílusát. Hihetőbb nőiessége, férfiassága, felnőttsége, gyermeksége. Mindez kulcsfontosságú egy olyan projekthez, melyben Janet egy nemzeteken túlmutató, multikulturális utópia minden polgárának a hangja kíván lenni. Jam és Lewis segítettek hihetővé tenni azt, ahogy Janet társadalmi tudatosságot akar kelteni.”

## Rhythm Nation turné
A Rhythm Nation 1814 turné lett Janet első világkörüli koncertturnéja. Tizenegy zenész, háttérénekesek és hat táncos tartott vele. Anthony Thomas was selected as chief choreographer for the tour. Chuckii Booker zenész-producert kérték fel zenei rendezőnek, együttese lett az előzenekar. Doug Adrianson riporter így írt a turnéról: „Mivel elkerülhetetlen az összehasonlítás bátyjával, Michaellel, igen magasak az elvárások a Rhythm Nation turnét illetően. Hogy minden biztosan káprázatos legyen, Jackson és zenei rendezője, Chuckii Booker két hétig a Pensacola Civic Centre-ben gyakoroltak – ugyanott, ahol Michael készült Bad turnéjára.” A produkció költségeit 2 millió dollárra becsülték.
Az első koncertre 1990. március elsején a floridai Miamiban került sor, és már előre minden jegy elkelt. Deborah Wilker zenekritikus így írt az énekesnőről a koncert kapcsán: „…nem jelent komoly fenyegetést bátyja, Michael számára, bár kétségkívül bizonyította, hogy saját jogán is nagy erővel bír.” A koncertet övező médiaérdeklődésről is beszámolt. „A turnét indító koncert hatalmas médiaesemény, az ország minden sarkából érkeztek riporterek. A közönségben ott volt Janet bátyja, Jackie és anyja, Katherine, valamint Whitney Houston énekesnő és a Jam és Lewis producerpáros.” Az Entertainment Weekly által „alapos pontossággal koreografált látványosság”-ként említett turné a Rhythm Nation 1814 és az azt megelőző Control díjnyertes, vizuálisan újító videóklipjeit kísérelte meg felidézni. A Time magazin szerint Jacksonszínpadi műsora a modern technológiát és a ritmust ötvözi egy társadalmi tudatossággal teljes esti programhoz.
Chris Willman kritikus szerint „ha Janet turnéján a tánc még lenyűgözőbb, mint a bátyjáén, Michaelén, az azért van, mert rengetegszer hat másik táncossal lép fel, akik úgy kísérik, mint dalt a refrén. Ez a csúcspontja annak, amit el lehet érni a mereven rázós és a kecsesen elegáns táncmozdulatok villámgyors váltakozásával.” Többen megjegyezték, hogy Janet sok más énekeshez hasonlóan a koncertek nagy részén playbackelt. Jon Pareles megjegyezte, hogy „a legtöbb playbackműsort a videóklipkorszak popelőadói adják, azok, akiknek közönsége fiatal és a televízión nőtt fel. Ők azért töltik meg a nézőteret, hogy olyan látványosságban legyen részük, mint amit a tévében látnak – a színpadi effektusok mellett csak másodlagosak a dalok.” Michael MacCambridge kritikus szerint a playback „mellékes kérdés”, és kijelenti, hogy „Jackson gyakran együtt énekelt az előre felvett dalokkal, hogy hangzása közelebb álljon a rádióban játszott változatokhoz”.
Az első külföldi koncert Tokióban zajlott, a Tokyo Dome-ban. A jegyek hét perc alatt elkeltek rá, ami a Dome esetében rekord. A Los Angeles Times cikke szerint „Japán ritmusnemzetté vált, mikor Janet Jackson megnyitotta turnéját a Tokyo Dome-ban, és elindította a funk és koreográfia hullámait több mint ötvenezer ember előtt. A koreográfia, ami a breakdance és katonai manőverek keveréke volt, még a nézőket is táncra ösztökélte.” Jackson fellépett Oszakában és Jokohamában is, mielőtt visszatért az Egyesült Államokba, majd Európába ment a turné utolsó szakaszán. A turné 28.1 millió dolláros nyereséggel zárult, ezzel pénzügyileg 1990 ötödik legsikeresebb turnéja lett (Jackson volt az egyetlen női előadó az első tízben). A Rhythm Nation 1814 turné, melyet több mint kétmillióan láttak, a mai napig a legsikeresebb debütáló turné. Több kommentátor utalt a turné alatt Jackson munkásságának társadalmi hatásaira. William Allen, a feketéknek felsőfokú oktatást biztosító United Negro College Fund jótékonysági alapítvány akkori ügyvezető alelnöke így nyilatkozott a Los Angeles Timesnak: „Jackson példakép minden fiatal számára, és érződik a pozitív hatása annak, amit a Rhythm Nation 1814 dalszövegein keresztül üzent az ország ifjúságának”. Joel Selvin, a San Francisco Chronicle újságírója szerint „a 23 éves énekesnő már négy éve alkot hatalmas slágereket, folyamatosan játssza az MTV és példakép lett az ország tinilányai szemében”. Deborah Wilker szerint „Jackson a kevés pozitív példaképek egyike, különösen a fiatal lányok számára, akiket a videóklipek arra nevelnek, hogy üresfejű libák legyenek. Jackson, hála az égnek, magán tartja a ruháit; a testvériségről és a fajok összetartásáról beszél, és olyan magabiztos fiatal hölgynek mutatja magát, aki maga irányítja az életét.”

## Hatása
A Rhythm Nation 1814 1990 legmagasabb példányszámban elkelt albuma lett, egyben az első album, amelyről hét olyan dal is megjelent, ami az első öt hely valamelyikét érte el a Billboard Hot 100-on: Miss You Much, Rhythm Nation, Escapade, Alright, Come Back to Me, Black Cat és Love Will Never Do (Without You). Ez az egyetlen album, aminek három évben is listavezető dala lett a Hot 100-on: a Miss You Much 1989-ben, az Escapade és a Black Cat 1990-ben, és a Love Will Never Do (Without You) 1991-ben. Jackson albumának sikere egyben része lett annak a fordulópontnak, ami a zeneipar fekete női előadói számára bekövetkezett. Cheris Kramarae és Dale Spender Routledge International Encyclopedia of Women: Global Women's Issues and Knowledge (2000) című könyvükben leírják, hogy az 1980-as évek előtt a fekete előadók szegregálódtak, csak a diszkó, soul és rhythm and blues stílusú rádiók játszották dalaikat. „A fekete nők számára fontos küzdelemnek számított a harc, hogy áttörjenek a tánczene birodalmából a fehérek uralta pop- és rockzenéébe.” Bár a női szupersztárok közül a mainstream slágerlisták élén Madonna állt, „az 1980-as évek végére a fekete nők is egyre nagyobb sikert értek el a popzenében. Az olyan énekesek, mint Janet Jackson, Tina Turner és Whitney Houston, szupersztárok lettek.” Stan Hawkins megjegyezte, hogy a Rhythm Nation 1814 sikere Jacksont Madonnával emelte egy szintre, amikor 1990-ben elindult első világ körüli turnéjára.
„Jackson Amerikáról kialakult képe a reményről szól. Egyeseket Sly Stone-ra fog emlékeztetni a There’s a Riot Going On előtti időkből és más 1970-es évekbeli afroamerikai előadókra azzal a nyílt feltételezésével, hogy a Dr. King által megálmodott világ még mindig lehetséges, hogy az amerikai álom még mindig mindenkihez szól.|source=Timothy E. Scheurer, Born in the USA: The Myth of America in Popular Music from Colonial Times to the Present, 2007
Anthony DeCurtis, a Present Tense: Rock & Roll and Culture (1992) szerzője szerint dalszövegei és imázsa alapján „nyilvánvaló, hogy Jackson profinak akar tűnni, olyasvalakinek, aki a kreatív intellektus egy olyan mű mögött, aminek egyik célja a fekete emberek életkörülményeinek javítása és a példaképek teremtése fekete nőknek.” Reflecting Black: African-American Cultural Criticism (1993) című művében Michael Eric Dyson amellett érvel, hogy kulcsfontosságúnak számít az, hogy az albumon a rap megjelenése nemcsak az önkifejezés eszköze, hanem a tiltakozásé is a társadalom szövetében az igazságtalanságok okozta lyukak ellen. „Maga Janet Jackson is ezt mondja: olyan embereket akart megszólítani, akik nem rendelkeztek társadalmi tudatossággal, akik táncolni és bulizni akartak.” Rickey Vincent, a Funk: The Music, The People, and The Rhythm of The One (1996) szerzője megjegyzi: „Bátyja, Michael Bad albuma óta Janet 1989-es albuma, a Rhythm Nation a popzene legmerészebb és legsikeresebb olyan albuma, amiben társadalmi kommentár, ünneplés és tökéletes funkzene keveredik”.
Az album megjelenése után lejárt Janet négy albumra szóló szerződése az A&M kiadóval. Feltételezések kaptak szárnyra, miszerint Michael Jackson saját lemezkiadója, a MJJ Music (Michael Jackson és a Sony Music Entertainment közös vállalkozása) leszerződtette volna Janetet; Michael a kiadót Nation Recordsnak nevezte volna el Janet tiszteletére, de valaki más már bejegyeztette ezt a nevet. Janet ehelyett a Virgin Recordsszal írt alá 32 millió dolláros szerződést, ami abban az időben rekordösszegnek számított. Sal Cinquemani, a Slant Magazine újságírója megjegyezte, hogy Janet „ekkor először szárnyalta túl bátyja sikerét, amit aztán az elkövetkezendő több mint tíz évben többször is megtett”. 2008 júliusában az Entertainment Weekly a Rhythm Nation 1814-et az 54. helyre tette az elmúlt 25 év 100 legjobb albumának listáján. A Rolling Stone magazin a 275. helyre sorolta az általuk összeállított minden idők 500 legjobb albumának listáján. Bekerült az 1001 album, amit hallanod kell, mielőtt meghalsz című könyvbe is.

## Az album dalai
|     | Cím                                     | Szerző(k)                                    | Hossz |
| --- | --------------------------------------- | -------------------------------------------- | ----- |
| 1.  | Interlude: Pledge                       |                                              | 0:47  |
| 2.  | Rhythm Nation                           | Janet Jackson, James Harris III, Terry Lewis | 5:31  |
| 3.  | Interlude: T.V.                         |                                              | 0:22  |
| 4.  | State of the World                      | Jackson, Harris, Lewis                       | 4:48  |
| 5.  | Interlude: Race                         |                                              | 0:05  |
| 6.  | The Knowledge                           | Harris, Lewis                                | 3:54  |
| 7.  | Interlude: Let’s Dance                  |                                              | 0:03  |
| 8.  | Miss You Much                           | Harris, Lewis                                | 4:12  |
| 9.  | Interlude: Come Back Interlude          |                                              | 0:21  |
| 10. | Love Will Never Do (Without You)        | Harris, Lewis                                | 5:50  |
| 11. | Livin’ in a World (They Didn’t Make)    | Harris, Lewis                                | 4:41  |
| 12. | Alright                                 | Jackson, Harris, Lewis                       | 6:26  |
| 13. | Interlude: Hey Baby                     |                                              | 0:10  |
| 14. | Escapade                                | Jackson, Harris, Lewis                       | 4:44  |
| 15. | Interlude: No Acid                      |                                              | 0:05  |
| 16. | Black Cat                               | Jackson                                      | 4:50  |
| 17. | Lonely                                  | Harris, Lewis                                | 4:49  |
| 18. | Come Back to Me                         | Jackson, Harris, Lewis                       | 5:33  |
| 19. | Someday Is Tonight                      | Jackson, Harris, Lewis                       | 6:00  |
| 20. | Interlude: Livin”… In Complete Darkness |                                              | 1:07  |

CD-kiadás; a hanglemezváltozaton csak az első és utolsó interlude (közjáték) szerepel.
B-oldalas dalok
- You Need Me (a Miss You Much kislemezen)
- The Skin Game (a Come Back to Me kislemezen)

Kiadatlan dalok
- Work (4:38)[74][75]

## Kislemezek
- Miss You Much (1989. augusztus 22.)
- Rhythm Nation (1989. október 24.)
- Escapade (1990. január 8.)
- Alright (1990. március 3.)
- Come Back to Me (1990. június 18,)
- Black Cat (1990. augusztus 28.)
- Love Will Never Do (Without You) (1990. november 5.)
- State of the World (1991. február 6.)

## Helyezések és minősítések
| Slágerlista (1989/1990/1991)         | Legmagasabb helyezés |
| ------------------------------------ | -------------------- |
| Ausztrál albumslágerlista            | 1                    |
| Brit albumslágerlista                | 4                    |
| Kanadai albumslágerlista             | 10                   |
| Svájci albumslágerlista              | 23                   |
| Svéd albumslágerlista                | 24                   |
| USA Billboard 200                    | 1                    |
| USA Billboard Top R&B/Hip-Hop Albums | 1                    |
| Új-zélandi albumslágerlista          | 9                    |

| Régió              | Minősítő | Minősítés       |
| ------------------ | -------- | --------------- |
| Egyesült Államok   | RIAA     | 6× platinalemez |
| Egyesült Királyság | BPI      | Platinalemez    |
| Hollandia          | NVPI     | Aranylemez      |
| Hongkong           | HKRIA    | Aranylemez      |
| Kanada             | CRIA     | Platinalemez    |
| Svájc              | IFPI     | Aranylemez      |

## Díjak
| Grammy-díj - Legjobb, hosszú formátumú videóklip: Rhythm Nation 1814 MTV Video Music Awards - Legjobb koerográfia videóklipben (Rhythm Nation) - Video Vanguard - Legjobb videóklip női előadótól (Love Will Never Do Without You) Billboard Music Awards - Az év legtöbb példánysban elkelt albuma - Az év legtöbb példányban elkelt R&B albuma - Legtöbb albumot eladó R&B-előadó az évben - Legtöbb kislemezt eladó R&B-előadó az évben - Legtöbb példányban elkelt R&B kislemezek - Legtöbb Hot 100 listavezetővel rendelkező előadó az évben - Legtöbb Hot 100 listavezetővel rendelkező női előadó az évben - Legjobb dance club előadó - Legtöbb 12" kislemezt eladó énekes - Az év női R&B-előadója Billboard Music Video Awards - Legjobb női előadó; fekete/rap zene - Legjobb női előadó, dance zene - Rendezői díj; fekete/rap (Rhythm Nation) - Rendezői díj; dance (Alright) - Billboard/Tanqueray Sterling Music Video Award for Artistic Achievement: Rhythm Nation | American Music Awards - Legjobb soul/R&B kislemez (Miss You Much) - Legjobb dance kislemez (Miss You Much) - Legjobb soul/R&B női előadó - Legjobb pop/rock női előadó - Legjobb dance előadó Soul Train Awards - Legjobb R&B/soul album női előadótól - Legjobb R&B/soul kislemez női előadótól (Miss You Much) - Legjobb R&B/soul videóklip (Rhythm Nation) - Legjobb R&B/soul videóklip (Alright) - Sammy Davis, Jr. az Év Előadója díj BMI Pop Awards - Az év dalszerzője - A legtöbbet játszott dal (Alright) - A legtöbbet játszott dal (Black Cat) - A legtöbbet játszott dal (Come Back to Me) - A legtöbbet játszott dal (Escapade) - A legtöbbet játszott dal (Rhythm Nation) - A legtöbbet játszott dal (State of the World) NAACP Image Awards - 1990: NAACP Image Award: Greater Hartford – Musical and Civil Rights Efforts Award - 1992: NAACP Image Award: 24th Annual NAACP Awards – „Chairman’s Award” |

| Szervezet                                       | Ország             | Díj | Év   | Forrás |
| ----------------------------------------------- | ------------------ | --- | ---- | ------ |
| Parents' Choice Foundation                      | Egyesült Államok   | Parents' Choice Award | 1989 | [ 87 ] |
| Billboard Music Awards                          | Egyesült Államok   | Az év legtöbb Hot 100 kislemezzel rendelkező előadója; Az év legnagyobb példányszámban elkelt albuma; Az év legnagyobb példányszámban elkelt R&B-albuma; Az év legtöbb albumot eladó R&B-előadója; Az év legtöbbet eladó R&B-előadója; az év diszkóban legtöbbet játszott előadója; az év legtöbb dance 12" kislemezt eladó előadója | 1990 | [ 88 ] |
| Billboard/Tanqueray Sterling Music Video Awards | Egyesült Államok   | Legjobb női videóklip-előadó fekete/rapstílusban; legjobb női előadó dance stílusban; rendezői díj fekete/rapstílusban (Rhythm Nation 1814), rendezői díj dance stílusban (Alright), Tanqueray Sterling videóklipdíj művészi teljesítményért (Rhythm Nation 1814)                                                                    | 1990 | [ 89 ] |
| Grammy-díjak                                    | Egyesült Államok   | Grammy-díj legjobb hosszú formátumú videóklipért (Rhythm Nation 1814) | 1990 | [ 90 ] |
| Rolling Stone                                   | Egyesült Államok   | Nők a rockzenében: az 50 alapvető album (27. hely) | 2002 | [ 91 ] |
| Quintessence Editions Ltd.                      | Egyesült Királyság | 1001 album, amit hallanod kell, mielőtt meghalsz | 2003 | [ 72 ] |
| Rolling Stone                                   | Egyesült Államok   | Minden idők 500 legjobb albuma (275. hely) | 2003 | [ 71 ] |
| Entertainment Weekly                            | Egyesült Államok   | Az elmúlt 25 év 100 legjobb albuma (54. hely) | 2008 | [ 70 ] |

## Közreműködők
| - Herb Alpert – trombita, duda, rézfúvósok - Julie Ayer – hegedű - Steve Barnett – karmester - David Barry – elektromos és 12 húros gitár - Lee Blaske – elrendezés - Chris Brown – basszus - Carolyn Daws – hegedű - Hanley Daws – hegedű - David Eiland – programozás - René Elizondo – háttérvokálok - Richard Frankel – művészeti rendezés, borítótervezés - Johnny Gill – ütősök, speciális effektusok, csettintések - James Greer – háttérvokálok - Guzman/Rotterdam Conservatory Orquesta Tipica – fényképezés - Steve Hodge – háttérvokálok, hangmérnök - Peter Howard – cselló - Janet Jackson – elrendezés, billentyűsök, vokálok, háttérvokálok, producer - Jimmy Jam – ütősök, zongora, dob, billentyűsök, programozás, producer - Jellybean Johnson – gitár, dob, vokálok, háttérvokálok, producer - Jesse Johnson – gitár - Lisa Keith – háttérvokálok | - Kathy Kienzle – hárfa - Joshua Koestenbaum – cselló - Jamial Lafleur – háttérvokálok - Terry Lewis – basszus, ütősök, elrendezés, háttérvokálok, producer - Tshaye Marks – háttérvokálok - John McClain – háttérvokálok, producer - Tarnika McDaniel – háttérvokálok - John McLain – gitár, háttérvokálok - Shante Owens – háttérvokálok - Amy Powell – vokálok - Randy Ran – háttérvokálok - Nicholas Raths – gitár, klasszikus gitár - Sonya Robinson – háttérvokálok - Clarice Rupert – háttérvokálok - Warlesha Ryan – háttérvokálok - Tamas Strasser – brácsa - John Tartaglia – brácsa - Reshard Taylor – háttérvokálok - Romuald Tecco – első hegedűs - Anthony Thomas – háttérvokálok - Hyacinthe Tlucek – első hegedűs - Steve Wilson – háttérvokálok |  |